# Никольское (Свердловский район)
Никольское — село в Свердловском районе Орловской области. Административный центр Никольского сельского поселения.
В селе родился Герой Советского Союза Алексей Филатов.

## География
Село находится у рек Дейца и Малая Рыбница.
Расположено на юго-западе Свердловского района Орловской области в 25 километрах от районного центра посёлка Змиёвка и 40 километрах от областного центра города Орёл.
Уличная сеть
Переулки: Заречный пер., Парковый пер., Речной пер., Садовый пер., Школьный пер.
Улицы: ул. Береговая, ул. Восточная, ул. Городская, ул. Лесная, ул. Молодёжная, ул. Садовая, ул. Северная, ул. Слободская, ул. Центральная

## Население
| 2002 | 2010 |
| ---- | ---- |
| 719  | ↘571 |

## Инфраструктура
Отделение почтовой связи села Никольское, МБОУ Никольская средняя общеобразовательная школа им. А.С. Жадова, МБУК «Культурно-досуговый центр Никольского сельского поселения Свердловского района Орловской области», 2 магазина, Администрация Никольского сельского поселения, Фермерское хозяйство